# Moisés Stekel
Moisés Stekel Grunberg, nació el 1 de octubre de 1936, es un jugador de ajedrez chileno.

## Resultados destacados en competición
Fue una vez ganador del Campeonato de ajedrez de Chile en el año 1958.
Participó representando a Chile en una Olimpíadas de ajedrez en el año 1974 en Niza.